# Bekasi
Pour les articles homonymes, voir Bekasi (homonymie).

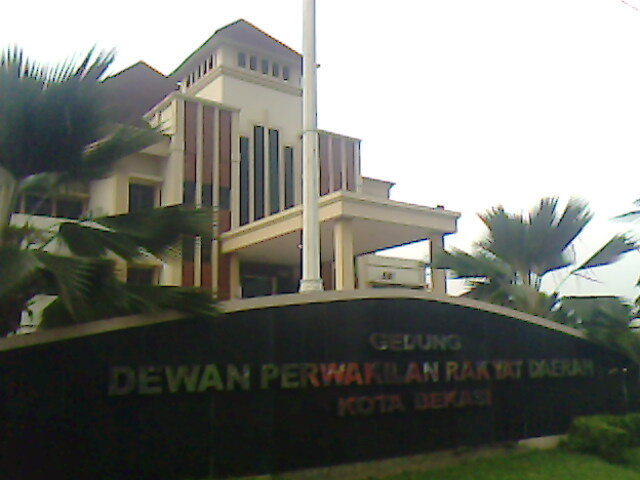
Le DPRD (assemblée municipale) de Bekasi

Bekasi ([bəkasi]) est une ville d'Indonésie dans l'Ouest de l'île de Java, située non loin du littoral nord, dans la province de Java occidental. Elle a le statut de kota.
Bekasi est en outre le chef-lieu du kabupaten de Bekasi.
La kota et le kabupaten de Bekasi font partie de la conurbation du Jabodetabek, qui réunit également les villes de Jakarta, Depok, Bogor et Tangerang et les kabupaten de Bogor et Tangerang.

## Géographie
Bekasi est bordée :
- Au nord et à l'est, par le kabupaten de Bekasi,
- Au sud, par celui de Bogor et
- À l'ouest, par les villes de Bogor et Jakarta.

## Histoire

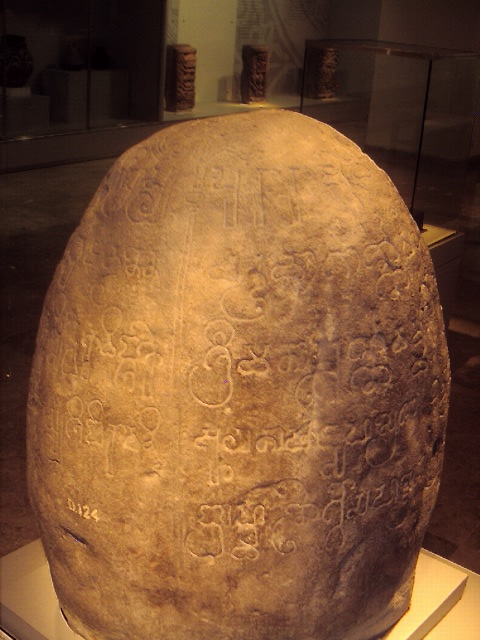
L'inscription de Tugu

Des archives néerlandaises du XIXe siècle mentionnent successivement les noms de "Backassie", "Backasie", "Bakassie", "Bekassie", "Bekassi". 
L'historien indonésien Poerbatjaraka estime que le nom "Bekasi" est une corruption de "Bhagasasi", lui-même une inversion de "Sasibhaga". "Sasi" serait une autre forme du mot sanscrit "candra", et "Sasibhaga" serait alors une autre forme du nom "Candrabhaga", mentionné dans une inscription découverte en 1878 dans le village de Tugu, qui jusque dans les années 1970 faisait partie du kabupaten de Bekasi. Il a alors été intégré dans le territoire de Jakarta.
En 1911, le rocher sur lequel se trouve l'inscription a été transportée au Musée national d'Indonésie à Jakarta, où il est désormais exposé.
L'inscription a été traduite par le philologue néerlandais H. Kern. Elle mentionne le nom d'un royaume de Tarumanagara et de son roi Purnawarman. La paléographie a permis de dater l'inscription des environs de 450 apr. J.-C.
La région de Bekasi entre dans l'histoire moderne avec la fondation en 1619 de Batavia par la VOC (Compagnie néerlandaise des Indes orientales) sur les ruines de Jayakarta, et les deux sièges de la ville par le Sultan Agung du royaume de Mataram en 1629-30. Agung y fait construire des greniers pour approvisionner son armée. L'installation de soldats javanais a influencé la culture et la langue de la région.

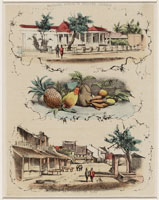
Gravures de Meester Cornelis

Au XVIIe siècle, la région est caractérisée par le développement de grandes propriétés terriennes. À l'époque un nommé Cornelis Senen, rejeton d'une riche famille de Lontar, une des îles Banda, s'installe dans la région qui s'appelle aujourd'hui Jatinegara, un quartier de Jakarta. Il y crée une école en 1635. En sa qualité de maître d'école mais également de chef du Kampung Banda ("village de Banda") de Batavia, il a droit au titre de "Meester". Senen obtient le droit d'abattage d'arbre sur les rives du Ciliwung. Le territoire de son immense propriété sera par la suite connu sous le nom de "Meester Cornelis".
Sur les grandes propriétés terriennes de la région, la situation des paysans ne cesse de se détériorer. Elle mènera à un soulèvement en 1869 à Tambun.
Au cours du temps, Meester Cornelis était devenu un satellite de Batavia. Dans le cadre de sa politique de décentralisation, le gouvernement colonial crée en 1925 la Regentschap Meester Cornelis, constituée de 4 kawedanan (subdivision aujourd'hui disparue) : Meester Cornelis (aujourd'hui Jatinegara, un quartier de Jakarta), Bekasi, Cikarang et Kebayoran (un autre quartier de Jakarta). En 1936, Meester Cornelis est rattachée à Batavia.
Sous l'occupation japonaise (1942-45), le nom de "Meester Cornelis", perçu comme trop "hollandais", est changé en "Jatinegara". Après la proclamation de l'indépendance de l'Indonésie en 1945, le nom de l'ancienne Regentschap Meester Cornelis est simplement indonésianisé en Kabupaten Jatinegara. En 1950, à la demande de la population, le Kabupaten Jatinegara est de nouveau rebaptisé Kabupaten Bekasi. En 1960, le chef-lieu, qui était encore à Jatinegara, est transféré dans la ville de Bekasi.

## L'incident du 18 octobre 1945
A Bekasi, près du pont qui franchit la rivière du même nom, se dresse un monument qui commémore un événement lors de la "Revolusi", comme les Indonésiens appellent la période entre la proclamation de l'indépendance de l'Indonésie le 17 août 1945, et la reconnaissance de la souveraineté indonésienne par le royaume des Pays-Bas le 27 décembre 1949. Le 18 octobre 1945, le commandement de la Tentara Keamanan Rakyat ("armée pour la sécurité du peuple", nom de l'armée indonésienne à l'époque) pour Bekasi est informé qu'un groupe de 90 soldats japonais se dirige en train vers la base aérienne de Kalijati à Subang. Le commandant indonésien ordonne au chef de gare de Bekasi d'aiguiller le train sur une voie de garage en bord de rivière. Les soldats japonais sont tués et leurs corps jetés dans la rivière. Le commandement japonais en Indonésie dénonce ce qu'il considère comme une violation de l'accord entre l'Indonésie et le Japon (qui a capitulé le 15 août). Les autorités indonésiennes présenteront leurs excuses aux Japonais. 
Chaque année, des Japonais viennent jeter des fleurs dans la rivière à cet endroit. Le monument a été construit à travers une coopération entre le gouvernement municipal de Bekasi et le gouvernement japonais. Il est destiné à envoyer de message de paix et d'amour.

## Transport

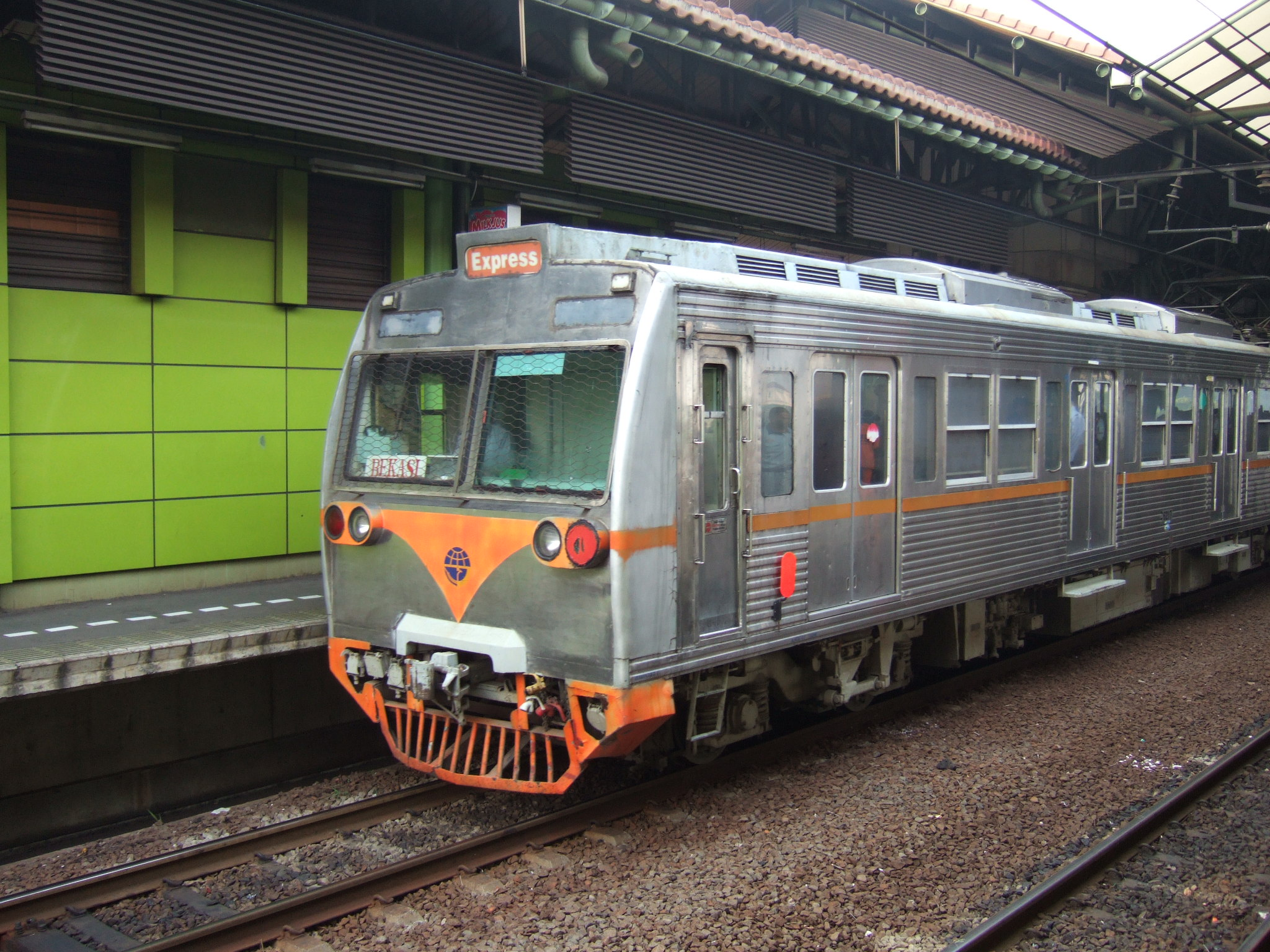
La ligne de Bekasi du KRL Jabotabek

Bekasi est reliée à Jakarta par le réseau express régional KRL Jabotabek.
Elle sera également desservie par le métro léger du Grand Jakarta en cours de construction.

## Climat
Climat tropical, la durée moyenne du jour et de la nuit y sont presque égales.

## Santé
Comme dans toutes les grandes villes indonésiennes, la pollution atteint des proportions inquiétantes affectant la santé. 
Bekasi a également fait l'objet d'une attention des médias pour ses cas de grippe aviaire en août 2006. 
On y a craint des cas groupés (aviaire et humains) de grippe aviaire en juillet/août 2006, la grippe aviaire en Indonésie préoccupe l'OMS.
C'est un des lieux où l'on suspecte qu'ont existé des transmissions interhumaines. 